# Нагорное (Стрыйский район)
Нагорное (укр. Нагірне) — село в Козёвской сельской общине Стрыйского района Львовской области Украины.
Население по переписи 2001 года составляло 133 человека. Занимает площадь 4,93 км². Почтовый индекс — 82642. Телефонный код — 3251.

## История
В 1946 году указом ПВС УССР село Аннаберг переименовано в Нагорное.